# Lenania prisca
Lenania prisca är en insektsart som beskrevs av De Lotto 1964. Lenania prisca ingår i släktet Lenania och familjen ullsköldlöss. Inga underarter finns listade i Catalogue of Life.